# بمب‌افکن (فیلم ۲۰۰۹)
بمب‌افکن (انگلیسی: Bomber) فیلمی در ژانر کمدی-درام است که در سال ۲۰۰۹ منتشر شد.